# Salanoemia
Salanoemia là một chi bướm ngày thuộc họ Bướm nâu.